# 제러미 그랜트
휴스턴 제러미 그랜트(영어: Houston Jerami Grant, 1994년 3월 12일~)는 미국의 농구 선수로 포지션은 스트레치 포이다. 현재 전미 농구 협회(NBA)의 포틀랜드 트레일블레이저스 소속으로 뛰고 있다.
국제 대회에 미국 대표팀 선수로 활약하여 도쿄에서 열린 2020년 하계 올림픽에서 금메달을 획득했다.